# St. Joseph (Lützen)

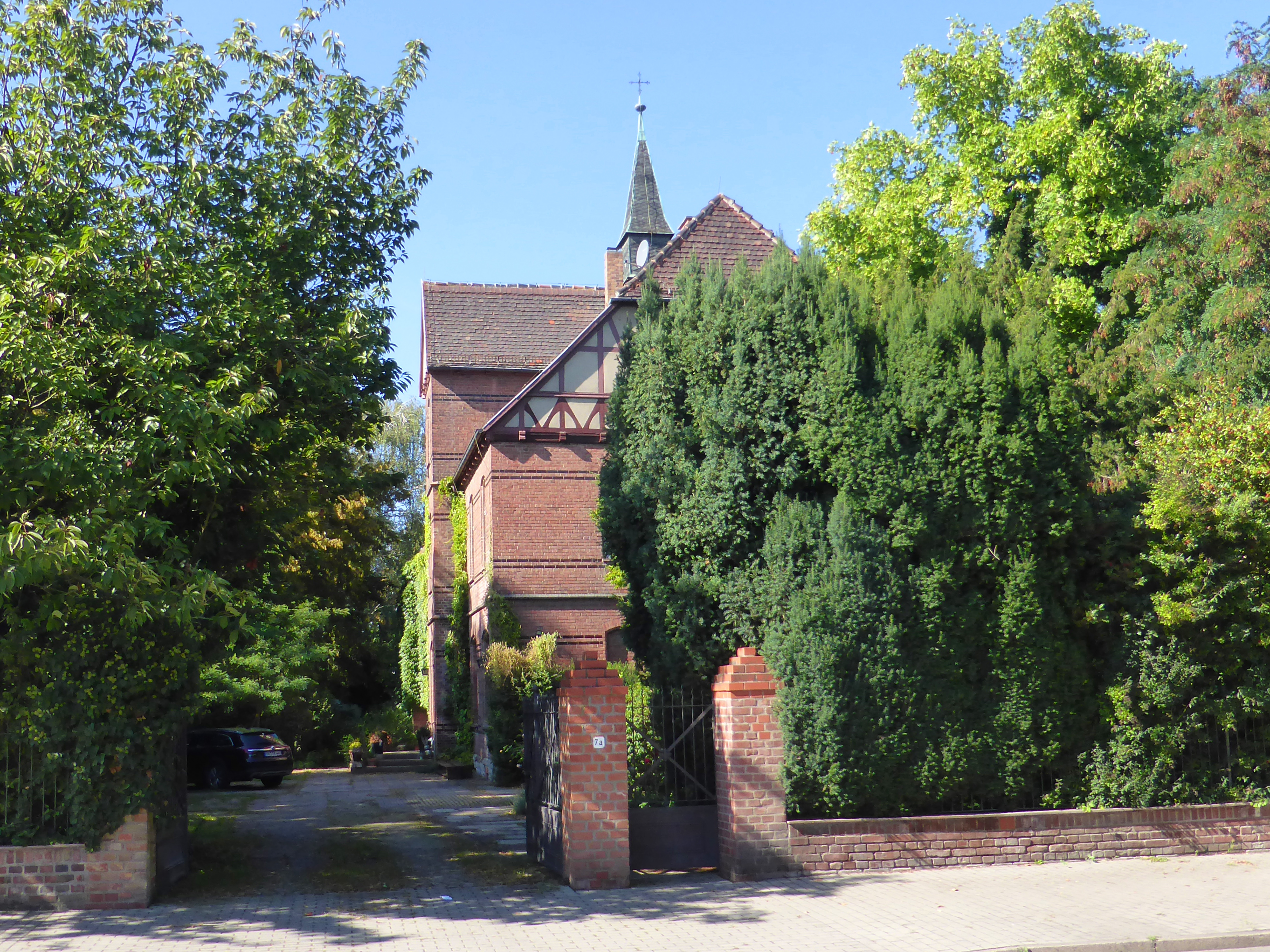
Ehemalige St.-Joseph-Kirche (2023)

St. Joseph war die römisch-katholische Kirche in Lützen, einer Kleinstadt im Burgenlandkreis im Süden von Sachsen-Anhalt. Das nach dem heiligen Josef von Nazaret benannte Gotteshaus gehörte zuletzt zur Pfarrei St. Elisabeth mit Sitz in Weißenfels im Bistum Magdeburg. Das Gebäude ist im Denkmalverzeichnis des Landes Sachsen-Anhalt unter der Erfassungsnummer 094 80018 als Baudenkmal verzeichnet, es steht auf dem Grundstück Starsiedeler Straße 7a.

## Geschichte
Durch die 1542 in Lützen eingeführte Reformation wurden die Bevölkerung und die St.-Viti-Kirche, die damals zum Archidiakonat Keuschberg des Bistums Merseburg gehörten, protestantisch.
Nachdem sich im 19. Jahrhundert wieder Katholiken in Lützen niedergelassen hatten, fanden vom 28. April 1861 an im Saal des Lützener Rathauses katholische Gottesdienste statt, die durch Geistliche aus Merseburg oder Halle (Saale) gehalten wurden. Noch im gleichen Jahr wurde ein Raum im Schloss Lützen angemietet, der zu einer katholischen Kapelle umgestaltet wurde.
Konrad Martin, Bischof des Bistums Paderborn, zu dem Lützen damals gehörte, errichtete mit Urkunde vom 13. November 1866 die Missionspfarrei Lützen. Bereits am 23. April 1866 war der bisherige Hausgeistliche des Schlosses Melschede, Josef Lappe, zum ersten Missionsvikar von Lützen ernannt worden. Zunächst gehörte die Missionspfarrei Lützen zur Vikarie Merseburg der Pfarrei Halle. Von 1866 an wurden in Lützen auch katholische Kirchenbücher geführt.
Nachdem Josef Lappe 1871 versetzt worden war, wurde Wilhelm Anton Seelbach sein Nachfolger. Die katholische Gemeinde Lützen blieb stets klein, da sich in Lützen keine größeren Industriebetriebe ansiedelten. 1873 bekam Lützen eine Zuckerfabrik, der wenige andere Fabriken folgten. Bereits 1876 verstarb Seelbach, und die Missionspfarrei Lützen konnte aufgrund des Kulturkampfes nicht wieder mit einem eigenen Geistlichen besetzt werden. 1877 wurde die katholische Schule bereits wieder geschlossen, weil keine Lehrkraft mehr gefunden wurde.
Erst 1894 bekam Lützen mit Hermann Bruch wieder einen ortsansässigen Missionar. 1894 wurde auch der Bau eines Missionshauses beantragt, das nach Plänen von Arnold Güldenpfennig entstehen sollte. Seine Grundsteinlegung fand am 17. November 1895 statt, Ende 1896 war es fertiggestellt. Die Kirche des Missionshauses erhielt am 15. November 1896 durch Dechant Johannes Schulte aus Weißenfels ihre Benediktion. Die bischöfliche Konsekration der Kirche erfolgte erst am 20. Juni 1903 durch den Paderborner Weihbischof Augustinus Gockel, der anlässlich einer Firmung nach Lützen kam.
Das Preußenkonkordat vom 14. April 1929, durch die Bulle Pastoralis officii nostri vom 13. August 1930 in Vollzug gesetzt, errichtete die Mitteldeutsche Kirchenprovinz. Infolgedessen kam der vom Geistlichen Gericht Erfurt abgetrennte Regierungsbezirk Merseburg, zu dem unter anderem das Dekanat Halle/Saale mit der Missionspfarrei Lützen gehörte, an das nunmehrige Erzbischöfliche Kommissariat Magdeburg. 1932 ging aus der Missionspfarrei Lützen die Kirchengemeinde Dürrenberg hervor, die bereits 1931 ihre St.-Bonifatius-Kirche bekommen hatte.
Von 1960 bis 1961 war Leo Nowak, der später erster Bischof des wiedererrichteten Bistums Magdeburg wurde, als Vikar an der St.-Joseph-Kirche tätig. Die Missionspfarrei Lützen wurde erst spät zur Pfarrei erhoben. 
Am 8. Juli 1994 wurde das Bistum Magdeburg gegründet, und die Zugehörigkeit Lützens wechselte vom Erzbistum Paderborn zum Bistum Magdeburg. Nachdem Wolfgang Simon (1933–2000), der von 1987 an Pfarrer von Lützen war, am 4. Februar 2000 verstarb, wurde die Pfarrei Lützen nicht mehr mit einem Priester besetzt. Lützen wurde danach bis 2007 von Pfarradministrator Karl Schenke aus Bad Dürrenberg betreut.
Zum 15. Dezember 2007 wurde aus den Pfarreien Lützen und Weißenfels sowie der Pfarrvikarie Hohenmölsen der Gemeindeverbund Weißenfels – Lützen – Hohenmölsen errichtet. Damals gehörten zur Pfarrei Lützen rund 250 Katholiken.
Aus dem Gemeindeverbund Weißenfels – Lützen – Hohenmölsen entstand im Dekanat Merseburg am 28. November 2010 die heutige Pfarrei St. Elisabeth mit Sitz in Weißenfels, zu der neben der St.-Joseph-Kirche in Lützen auch die St.-Marien-Kirche in Hohenmölsen, die Heilig-Kreuz-Kapelle in Teuchern und die St.-Elisabeth-Kirche in Weißenfels gehörten.
Da zuletzt nur noch rund zwölf Gemeindemitglieder zur Sonntagsmesse kamen, fanden am 27. Januar 2013 in der Kirche die letzte Heilige Messe und die Profanierung der Kirche statt. In Lützen fanden katholische Gottesdienste von da an in evangelischen Räumen statt, die St.-Joseph-Kirche mit dem daran angebauten Pfarrhaus wurde an privat verkauft.
Die nächstliegende katholische Kirche ist heute die St.-Bonifatius-Kirche in Bad Dürrenberg in rund neun Kilometer Entfernung.